# Lille gulben
Lille gulben (Tringa flavipes) er en vadefugl, der ses som en meget sjælden gæst i Danmark fra det nordlige Nordamerika. Det videnskabelige navn flavipes betyder 'med gule ben' (af latin flava 'gul' og pes 'fod').